# Les Pieds dans le PAF

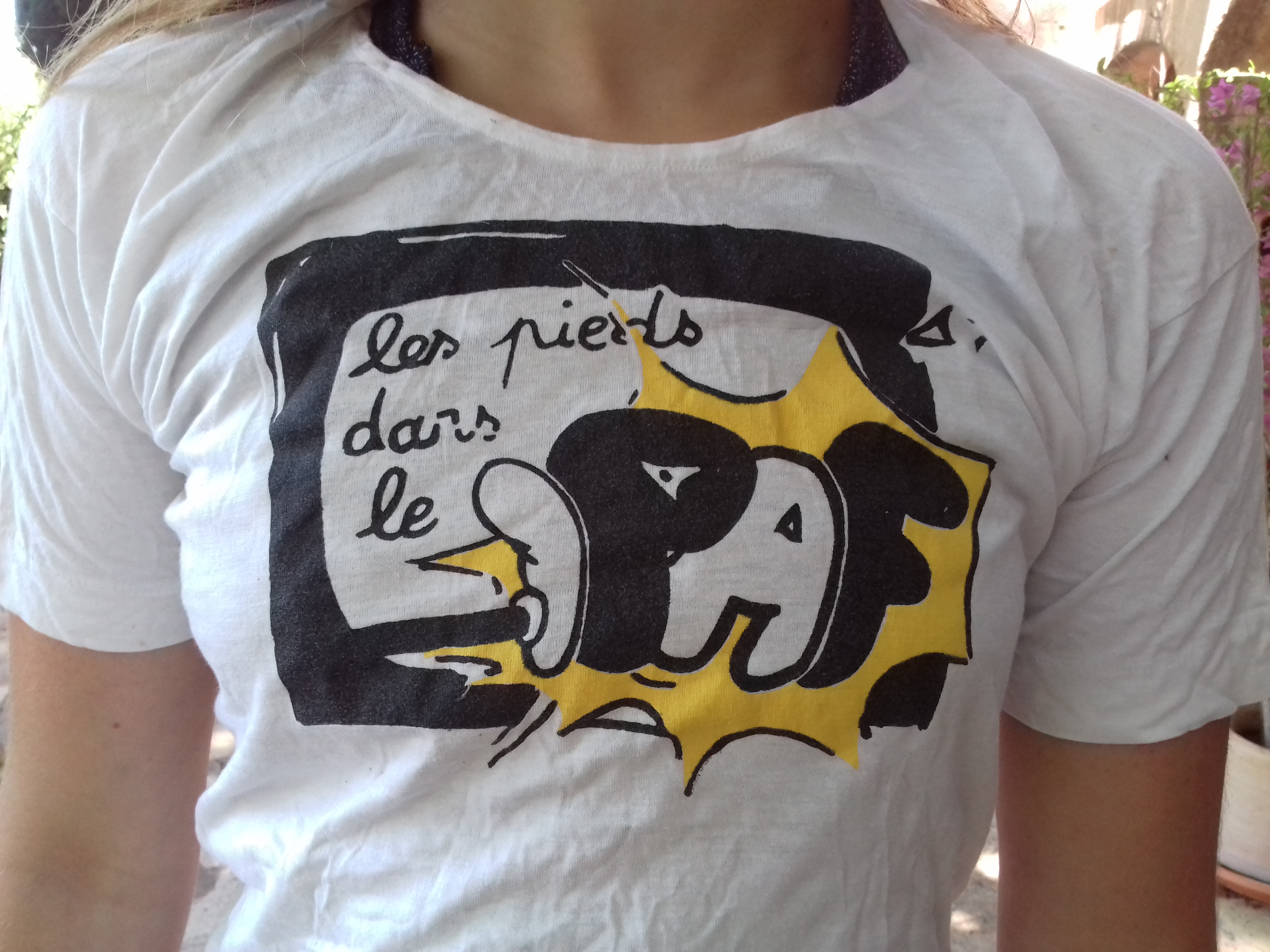
Le logo des Pieds dans le Paf sur un T-Shirt (années 1990-93).

L’association Les Pieds dans le PAF est née en 1988 (création officielle en mars 1989) de la rencontre entre des étudiants en communication de l’association Intercom et des lycéens qui avaient publié une pétition contre le décalage horaire des émissions intéressantes à la télévision. Dans le contexte issu de la privatisation de TF1 en 1987 et de la naissance du CSA en janvier 1989, elle a contribué à faire émerger plus nettement les programmes de télévision, et les médias en général, dans le PAF, comme un problème public en portant la parole des téléspectateurs dans la presse, en particulier des jeunes téléspectateurs (lycéens, étudiants) auprès des institutions et au sein du mouvement associatif. Avec l'ANTEA, La télé est à nous, etc., elle fait partie d'une nouvelle vague d'associations créées dans la deuxième moitié des années 1980.

## Naissance de l'association - 1988-1989
Une pétition lancée en juin 1988 par Guillaume Soulez, lycéen en classe-prépa à Claude-Monet puis à Fénelon (Paris), avait été signée dans différents lycées et universités et par plusieurs personnalités (Régis Debray, Noël Mamère, Jean Lacouture, Élisabeth Badinter, Pierre Vidal-Naquet, etc.). La mention de son existence dans Télérama dans son numéro 2021 (5 octobre 1988) eut un effet boule de neige auprès des spectateurs qui firent circuler la pétition et auprès des médias eux-mêmes (l'association fit, par exemple, la Une de Politis (numéro 52, 24 février 1989). Finalement 50 000 signatures furent recueillies. L’association Intercom était, elle, issue du mouvement lycéen et étudiants de 1986 contre les projets Monory -Devaquet. Rassemblant des étudiants et une trentaine d’universités à Paris et en province comme Lyon et Rennes, cette association a organisé en avril 1987 des assises nationales des formations à la communication rassemblant 250 personnes à Paris VIII pour dénoncer « le mythe de la communication ».
À l’époque, parmi les trois choix des lycéens au moment de leur pré-inscription en université 25 % (environ 250 000) choisissaient le domaine de la communication et de l’information alors que celui-ci représentait dans le secteur public environ 10 000 étudiants. La rencontre entre des lycéens « voulant changer le rapport du public à la TV » et des étudiants critiques du système d’enseignement de la communication en France débouche sur la création officielle de l’association le 2 mars 1989. Certains enseignants, universitaires, journalistes, cadres de l’éducation populaire et militants politiques de gauche chaperonnent cette naissance. La présence de Catherine Tasca au Ministère de la communication est aussi un facteur positif pour les débuts de l'association.
L’association définit plusieurs orientations et décide une stratégie basée sur une montée en puissance. Les Pieds dans le PAF se définit comme une association de réflexion et d’action, se situant entre l’éducation populaire traditionnelle (Ligue de l'enseignement, Fédération Léo-Lagrange, Fédération française des Maisons des jeunes et de la culture,…) et les mouvements d’opinion qui sont apparus au cours des années 1980 et 1990.
Les Pieds dans le PAF considère en particulier que la question de la télévision (et de l’ensemble des médias par extension) est une question politique et sociale majeure, bien qu'elle intéresse peu les responsables politiques, les militants politiques et / ou associatifs et les intellectuels, même si organiser les téléspectateurs critiques constitue un véritable pari.
L’association choisit en particulier comme orientation le consumérisme téléphile (mise au point d'une Déclaration des droits des téléspectateurs en 1989/1990 avec deux autres associations de téléspectateurs,  La télé est à nous et l'ANTEA ) et n’a jamais participé aux campagnes de l’ordre moral contre le sexe et la violence à la TV. L'association s'est intéressée, à la fois, à l’organisation générale des médias (groupes, interdépendances) et aux programmes. Elle souhaitait arriver à dégager des outils pour créer des labels de qualité des programmes. Elle a agi pour que le téléspectateur soit reconnu comme actif. Elle a notamment relancé, à l’image de la semaine de la presse à l’école, la semaine du Jeune Téléspectateur Actif (JTA) créée en 1979 par les CEMEA (mouvement d'éducation populaire fondé sur les méthodes actives d'apprentissage).

## 1989 - 1994: un activisme tous azimuts
La trentaine de militants bénévoles du début s'organise progressivement.
L’association regroupe des adhérents individuels (environ 1 000 au plus fort) et des groupes régionaux, départementaux, locaux (environ 70 en 1994) et des associations ou structures locales partenaires (Maisons des jeunes et de la culture, établissements scolaires,…). Elle organise une Université d’été en 1991 sur le thème médias et banlieues.
Elle développe les relations avec les institutions (Ministères, CSA,…) : rencontres régulières, indépendance financière (30 % du budget en subventions) et esprit critique. Elle constitue un groupe de réflexion composé d’une dizaine de députés, à l’Assemblée nationale (Michel Françaix, Huguette Bouchardeau, Ségolène Royal,…),et organise des rencontres régulières avec les médias. Elle développe ainsi des liens avec l’éducation populaire, en particulier pour encourager une éducation critique aux médias. Elle est membre du Comité pour les relations nationales et internationales des associations de jeunesse et d'éducation populaire (CNAJEP) — membre du conseil d'administration entre 1990 et 1993, membre du bureau entre 1993 et 1994, animation de la commission communication —, elle occupe différents postes au conseil d'administration de l’INJEP, au Conseil national de l’éducation populaire et de la jeunesse, siège en suppléant au Conseil national de la vie associative et siège avec trois membres du collège jeune pendant trois renouvellements à la Commission de classification des œuvres cinématographiques (1990-92-94) auprès du Centre national du cinéma. L’association est d’abord soutenue par la Ligue française de l'enseignement puis par la fédération Léo Lagrange. L’association est agréée jeunesse et sports, à partir de 1993. L’association, notamment au travers de la semaine du JTA, crée des clubs de téléspectateurs actifs. Elle est également présente dans des foyers de jeunes travailleurs, des maisons de la jeunesse et de la culture et dans des centres sociaux.
Les Pieds dans le PAF participe à une centaine de colloques ou débats en cinq années. À l’origine, elle est présente dans les Journées des téléspectateurs organisées, à l’initiative de Catherine Tasca, dans une dizaine de grandes villes en France en 1989. Les Pieds dans le PAF intervient notamment dans un colloque européen à Bruxelles en 1990, dans un débat sur les reality-shows à la Vidéothèque de Paris, ou encore dans un colloque sur la guerre du Golfe à Nantes.
L'association crée ou soutient des publications. Le groupe de l'École normale supérieure de Fontenay-aux-Roses publie La Voix du Regard. L’association publie, à partir de la guerre du Golfe, L’Envers des médias, un bulletin trimestriel édité par le Collectif de réflexion et d’action sur les médias qui regroupe une dizaine d’associations et de collectifs. 10 numéros sont publiés jusqu’à la fin 1993. L’association soutient la création de revues, dont Télé fiction en avril 1991 et Homozapiens  en juin 1993. Pour autant, ces deux revues ne tiennent pas longtemps. En revanche, AnimeLand, consacrés aux dessins animés et aux mangas, lancé en 1991, se maintient et se développe. Enfin, l’association a été associée au lancement de Téléscope par le Centre national de documentation pédagogique en 1991.
L’association cherche à développer un réseau européen d'association de téléspectateurs. En 1989, à l’occasion d’une Rencontre européenne sur les médias au CNIT de La Défense, l'association est à l’instigation de la première rencontre européenne des téléspectateurs à la Vidéothèque de Paris. Allemands, Espagnols, Italiens, Belges, Danois, Britanniques, Néerlandais et Français lancent la Fédération européenne des téléspectateurs qui sera reçue plusieurs fois au Parlement européen[réf. nécessaire].
Tout au long de cette période, l'association souhaite rendre visible son action, en agissant comme un véritable mouvement d’opinion. Elle crée un badge, montré à 7 sur 7 par Régis Debray. Puis, en février 1989, lors de l’installation du CSA, elle organise une manifestation publique. Elle organise également plusieurs opérations «coup de poing» : recours auprès du CSA (porté par le jeune avocat Arnaud Montebourg) au moment du changement de capital de La 5 (au profit du Groupe Lagardère), manifestation devant France 2 contre le septième passage de Jean-Marie Le Pen à L'Heure de vérité, participations à plusieurs manifestations contre les discriminations, record du nombre d’heures passées devant la TV (en liaison avec Skyrock), collecte d’images pour la télévision roumaine, présentation d’un candidat des téléspectateurs aux élections cantonales de 1992 à Boulogne-Billancourt, action en justice contre Témoin numéro 1 en liaison avec le Syndicat de la magistrature, distributions de tracts à l’entrée des 7 d’or, etc

## La fin du mouvement national
À partir de la fin 1993, les dirigeants de l’association ont, pour la plupart, trouvé un emploi (ils étaient tous bénévoles et l’association n’a plus les moyens de payer des permanents), ou se sont engagés dans un militantisme au sein des partis politiques, notamment à Génération écologie. Certains groupes locaux ont continué à avoir une activité, notamment le groupe de Nantes qui associe critique des médias et formation à l'image.